# Li Jinyu (calciatore)
Li Jinyu (李金羽S, Lǐ JīnyǔP; Shenyang, 6 luglio 1977) è un ex calciatore e allenatore di calcio cinese, di ruolo attaccante.

## Palmarès

### Club
- Campionato cinese: 3

Shandong Luneng: 2006, 2008, 2010
- Coppa della Cina: 2

Shandong Luneng: 2004, 2006
- Supercoppa cinese: 1

Shandong Luneng: 2004

### Individuale
- Capocannoniere del campionato cinese: 2

2006, 2007